# شيلتون (واشنطن)
شيلتون (بالإنجليزية: Shelton)‏ هي إحدى مدن ولاية واشنطن في الولايات المتحدة الأمريكية.

## التركيبة السكانية
حدّد مكتب تعداد الولايات المتحدة بيانات التركيبة السكانية لشيلتون في تعداد الولايات المتحدة. في ما يلي، التركيبة السكانية حسب تعدادي 2000 و2010.

### تعداد عام 2000
بلغ عدد سكان شيلتون 8,442 نسمة بحسب تعداد عام 2000، وبلغ عدد الأسر 3,191 أسرة وعدد العائلات 2,037 عائلة مقيمة في المدينة. في حين سجلت الكثافة السكانية 521.8 نسمة لكل كيلومتر مربع (1,351.5/ميل2). وبلغ عدد الوحدات السكنية 3,403 وحدة بمتوسط كثافة قدره 210.3 لكل كيلومتر مربع (544.7/ميل2).
وتوزع التركيب العرقي للمدينة بنسبة 85.83% من البيض و0.36% من الأمريكيين الأفارقة و2.72% من الأمريكيين الأصليين و1.17% من الأمريكيين ذوي الأصول الآسيوية و0.73% من سكان جزر المحيط الهادئ و5.77% من الأعراق الأخرى و3.41% من عرقين مختلطين أو أكثر و10.87% من الهسبانيون أو اللاتينيون من أي عرق.
بلغ عدد الأسر 3,191 أسرة كانت نسبة 36.3% منها لديها أطفال تحت سن الثامنة عشر تعيش معهم، وبلغت نسبة الأزواج القاطنين مع بعضهم البعض 44.8% من أصل المجموع الكلي للأسر، ونسبة 13% من الأسر كان لديها معيلات من الإناث دون وجود شريك، بينما كانت نسبة 6% من الأسر لديها معيلون من الذكور دون وجود شريكة وكانت نسبة 36.2% من غير العائلات. تألفت نسبة 29.5% من أصل جميع الأسر من عدة أفراد يعيشون في نفس المنزل ونسبة 15.5% كانت تتألف من شخص يعيش بمفرده يبلغ من العمر 65 عاماً أو أكثر. وبلغ متوسط حجم الأسرة المعيشية 2.52، أما متوسط حجم العائلات فبلغ 3.08.
بلغ العمر الوسطي للسكان 35.8 عاماً. وكانت نسبة 26.6% من القاطنين تحت سن الثامنة عشر، وكانت نسبة 9.7% بين الثامنة عشر والرابعة والعشرين عاماً، ونسبة 25.3% كانت واقعةً في الفئة العمرية ما بين الخامسة والعشرين والرابعة والأربعين عاماً، ونسبة 19.1% كانت ما بين الخامسة والأربعين والرابعة والستين، ونسبة 14.6% كانت ضمن فئة الخامسة والستين عاماً فما فوق. يوجد لكل 100 أنثى 95.3 ذكر، ويوجد لكل 100 أنثى في الثامنة عشر من عمرها فما فوق 90.4 ذكر.
بلغ متوسط دخل الأسرة في المدينة 32,500 دولارًا، أما متوسط دخل العائلة فبلغ 40,392 دولارًا. وكان متوسط دخل الذكور 33,867 دولارًا مقابل 23,617 دولارًا للإناث. وسجل دخل الفرد الخاص بالمدينة 16,303 دولارًا. وكانت نسبة 15.3% من العائلات ونسبة 18.9% من السكان تحت خط الفقر، وكان من هؤلاء نسبة 29.2% تحت سن الثامنة عشر ونسبة 6.9% في الخامسة والستين من العمر وما فوق.

### تعداد عام 2010
بلغ عدد سكان شيلتون 9,834 نسمة بحسب تعداد عام 2010، وبلغ عدد الأسر 3,574 أسرة وعدد العائلات 2,166 عائلة مقيمة في المدينة. في حين سجلت الكثافة السكانية 607.8 نسمة لكل كيلومتر مربع (1,574.2/ميل2). وبلغ عدد الوحدات السكنية 3,847 وحدة بمتوسط كثافة قدره 237.8 لكل كيلومتر مربع (615.9/ميل2).
وتوزع التركيب العرقي للمدينة بنسبة 78.94% من البيض و0.83% من الأمريكيين الأفارقة و3.65% من الأمريكيين الأصليين و1.07% من الأمريكيين ذوي الأصول الآسيوية و0.79% من سكان جزر المحيط الهادئ و9.85% من الأعراق الأخرى و4.86% من عرقين مختلطين أو أكثر و19.25% من الهسبانيون أو اللاتينيون من أي عرق.
بلغ عدد الأسر 3,574 أسرة كانت نسبة 35.3% منها لديها أطفال تحت سن الثامنة عشر تعيش معهم، وبلغت نسبة الأزواج القاطنين مع بعضهم البعض 38.1% من أصل المجموع الكلي للأسر، ونسبة 15.5% من الأسر كان لديها معيلات من الإناث دون وجود شريك، بينما كانت نسبة 6.9% من الأسر لديها معيلون من الذكور دون وجود شريكة وكانت نسبة 39.4% من غير العائلات. تألفت نسبة 31.2% من أصل جميع الأسر من عدة أفراد يعيشون في نفس المنزل ونسبة 15.7% كانت تتألف من شخص يعيش بمفرده يبلغ من العمر 65 عاماً أو أكثر. وبلغ متوسط حجم الأسرة المعيشية 2.63، أما متوسط حجم العائلات فبلغ 3.23.
بلغ العمر الوسطي للسكان 33.1 عاماً. وكانت نسبة 26.4% من القاطنين تحت سن الثامنة عشر، وكانت نسبة 10.9% بين الثامنة عشر والرابعة والعشرين عاماً، ونسبة 26.5% كانت واقعةً في الفئة العمرية ما بين الخامسة والعشرين والرابعة والأربعين عاماً، ونسبة 21.9% كانت ما بين الخامسة والأربعين والرابعة والستين، ونسبة 14.3% كانت ضمن فئة الخامسة والستين عاماً فما فوق. وتوزع التركيب الجنسي للسكان بنسبة 49.1% ذكور و50.9% إناث.

## المناخ
يظهر الجدول التالي التغييرات المناخية على مدار السنة لشيلتون:
| البيانات المناخية لـشيلتون            | البيانات المناخية لـشيلتون | البيانات المناخية لـشيلتون | البيانات المناخية لـشيلتون | البيانات المناخية لـشيلتون | البيانات المناخية لـشيلتون | البيانات المناخية لـشيلتون | البيانات المناخية لـشيلتون | البيانات المناخية لـشيلتون | البيانات المناخية لـشيلتون | البيانات المناخية لـشيلتون | البيانات المناخية لـشيلتون | البيانات المناخية لـشيلتون | البيانات المناخية لـشيلتون |
| الشهر                                 | يناير                      | فبراير                     | مارس                       | أبريل                      | مايو                       | يونيو                      | يوليو                      | أغسطس                      | سبتمبر                     | أكتوبر                     | نوفمبر                     | ديسمبر                     | المعدل السنوي              |
| ------------------------------------- | -------------------------- | -------------------------- | -------------------------- | -------------------------- | -------------------------- | -------------------------- | -------------------------- | -------------------------- | -------------------------- | -------------------------- | -------------------------- | -------------------------- | -------------------------- |
| الدرجة القصوى °ف (°م)                 | 68 (20)                    | 72 (22)                    | 76 (24)                    | 89 (32)                    | 98 (37)                    | 102 (39)                   | 104 (40)                   | 107 (42)                   | 99 (37)                    | 87 (31)                    | 70 (21)                    | 66 (19)                    | 107 (42)                   |
| متوسط درجة الحرارة الكبرى °ف (°م)     | 44.8 (7.1)                 | 49.1 (9.5)                 | 53.8 (12.1)                | 60.2 (15.7)                | 67.4 (19.7)                | 72 (22)                    | 77.3 (25.2)                | 77.1 (25.1)                | 71.9 (22.2)                | 61.2 (16.2)                | 50.9 (10.5)                | 45.4 (7.4)                 | 60.9 (16.1)                |
| متوسط درجة الحرارة الصغرى °ف (°م)     | 32.9 (0.5)                 | 34.1 (1.2)                 | 35.6 (2.0)                 | 38.8 (3.8)                 | 44 (7)                     | 48.8 (9.3)                 | 52 (11)                    | 52.2 (11.2)                | 48 (9)                     | 42.2 (5.7)                 | 37.3 (2.9)                 | 34.4 (1.3)                 | 41.7 (5.4)                 |
| أدنى درجة حرارة °ف (°م)               | −2 (−19)                   | 0 (−18)                    | 17 (−8)                    | 22 (−6)                    | 25 (−4)                    | 32 (0)                     | 36 (2)                     | 34 (1)                     | 30 (−1)                    | 22 (−6)                    | 5 (−15)                    | 6 (−14)                    | −2 (−19)                   |
| الهطول إنش (مم)                       | 10.32 (262)                | 8.23 (209)                 | 6.82 (173)                 | 4.2 (110)                  | 2.29 (58)                  | 1.7 (43)                   | 0.92 (23)                  | 1.2 (30)                   | 2.46 (62)                  | 5.79 (147)                 | 9.88 (251)                 | 11.37 (289)                | 65.17 (1٬655)              |
| متوسط تساقط الثلوج إنش (سم)           | 4.7 (12)                   | 0.9 (2.3)                  | 0.6 (1.5)                  | 0 (0)                      | 0 (0)                      | 0 (0)                      | 0 (0)                      | 0 (0)                      | 0 (0)                      | 0 (0)                      | 0.9 (2.3)                  | 1.9 (4.8)                  | 9 (23)                     |
| متوسط أيام هطول الأمطار (≥ 0.01 inch) | 21                         | 18                         | 19                         | 15                         | 12                         | 9                          | 5                          | 6                          | 9                          | 14                         | 20                         | 22                         | 170                        |
| المصدر: WRCC                          |                            |                            |                            |                            |                            |                            |                            |                            |                            |                            |                            |                            |                            |

## معرض صور

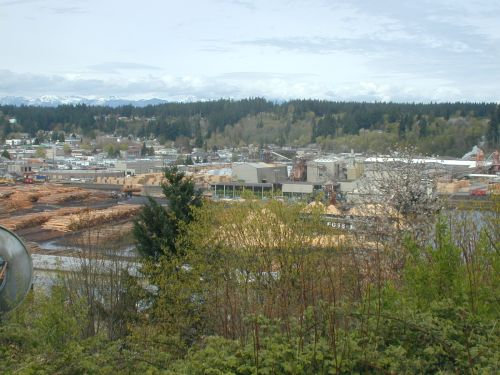
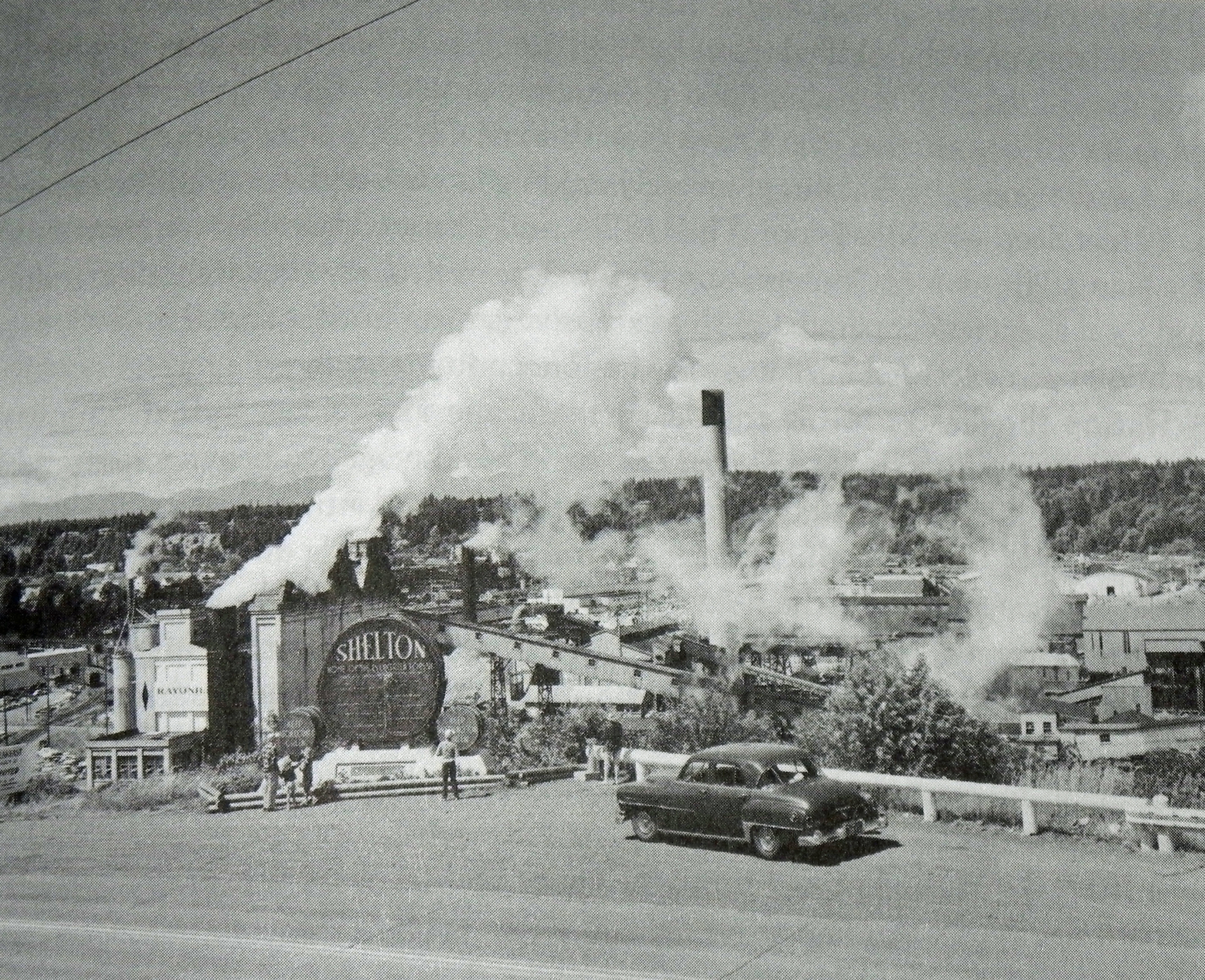
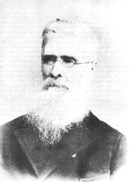

## أعلام
- شيرل كونواي
- تيم شيلدون
- كارول كينيدي
- ريتشارد فيسك
- كليفورد إي. هورتون